# أليكس فان ليندن
أليكس فـان ليندن هو دراج بلجيكي، ولد في 5 مايو 1952 في أنتويرب في بلجيكا.

## وصلات خارجية
- أليكس فـان ليندن على موقع أرشيف الدراجات (الإنجليزية)
- أليكس فـان ليندن على موقع إحصائيات الدراجات الإحترافية (الإنجليزية)
- أليكس فـان ليندن على موقع أوليمبيديا (الإنجليزية)